# Nihat Kahveci
Nihat Kahveci (n. 23 noiembrie 1979, Istanbul, Turcia) este un fost fotbalist internațional turc, care a jucat pe postul de atacant.

## Palmares

### Club
Beșiktaș
- Cupa Turciei (2): 1997–98, 2010–11

Real Sociedad
- La Liga

Vicecampion: 2002–03
Villarreal
- La Liga

Vicecampion: 2007–08
Turcia
- Campionatul Mondial de Fotbal

Locul 3 (1): 2002
- Cupa Confederațiilor FIFA

Locul 3 (1): 2003
- Campionatul European de Fotbal

Semifinalist (1): 2008

## Statistici carieră

### Club
| Club          | Sezon         | Campionat | Campionat | Cupă    | Cupă   | Europa  | Europa | Total   | Total  |
| Club          | Sezon         | Meciuri   | Goluri    | Meciuri | Goluri | Meciuri | Goluri | Meciuri | Goluri |
| ------------- | ------------- | --------- | --------- | ------- | ------ | ------- | ------ | ------- | ------ |
| Beşiktaş      | 1997–98       | 11        | 2         | 0       | 0      | 0       | 0      | 11      | 2      |
| Beşiktaş      | 1998–99       | 28        | 7         | 0       | 0      | 0       | 0      | 28      | 7      |
| Beşiktaş      | 1999–00       | 32        | 7         | 0       | 0      | 0       | 0      | 32      | 7      |
| Beşiktaş      | 2000–01       | 32        | 5         | 2       | 0      | 0       | 0      | 34      | 5      |
| Beşiktaş      | 2001–02       | 15        | 6         | 4       | 2      | 2       | 2      | 17      | 7      |
| Beşiktaş      | Total         | 114       | 27        | 6       | 1      | 2       | 2      | 122     | 30     |
| Real Sociedad | 2001–02       | 11        | 1         | 4       | 1      | 0       | 0      | 15      | 2      |
| Real Sociedad | 2002–03       | 35        | 23        | 0       | 0      | 0       | 0      | 35      | 23     |
| Real Sociedad | 2003–04       | 32        | 14        | 0       | 0      | 8       | 0      | 40      | 14     |
| Real Sociedad | 2004–05       | 23        | 13        | 0       | 0      | 0       | 0      | 23      | 13     |
| Real Sociedad | 2005–06       | 32        | 7         | 0       | 0      | 0       | 0      | 32      | 7      |
| Real Sociedad | Total         | 133       | 58        | 4       | 1      | 8       | 0      | 145     | 59     |
| Villarreal    | 2006–07       | 9         | 0         | 0       | 0      | 0       | 0      | 9       | 0      |
| Villarreal    | 2007–08       | 34        | 18        | 3       | 2      | 6       | 4      | 43      | 24     |
| Villarreal    | 2008–09       | 19        | 0         | 0       | 0      | 4       | 0      | 23      | 0      |
| Villarreal    | Total         | 62        | 18        | 3       | 2      | 6       | 4      | 71      | 24     |
| Beşiktaş      | 2009–10       | 23        | 3         | 3       | 2      | -       | -      | 26      | 5      |
| Beşiktaş      | 2010–11       | 11        | 0         | 2       | 0      | 6       | 4      | 19      | 4      |
| Beşiktaş      | Total         | 34        | 3         | 5       | 2      | 6       | 4      | 45      | 9      |
| Total carieră | Total carieră | 343       | 106       | 13      | 4      | 14      | 6      | 370     | 116    |

### Goluri internaționale
| 1.                            | 6 octombrie 2001  | Stadionul Republican, Chișinău, Republica Moldova | Republica Moldova     | 0–2 | 0–3 | Calificările pentru Campionatul Mondial de Fotbal 2002 |
| 2.                            | 21 august 2002    | Hüseyin Avni Aker Stadium, Trabzon, Turcia        | Georgia               | 3–0 | 3–0 | Meci amical                                            |
| 3.                            | 12 octombrie 2002 | Gradski Stadium, Skopje, Republica Macedonia      | Macedonia de Nord     | 1–2 | 1–2 | Preliminariile Campionatului European de Fotbal 2004   |
| 4.                            | 7 iunie 2003      | Tehelné pole, Bratislava, Slovacia                | Slovacia              | 0–1 | 0–1 | Preliminariile Campionatului European de Fotbal 2004   |
| 5.                            | 11 iunie 2003     | Stadionul BJK İnönü, Istanbul, Turcia             | Macedonia             | 1–1 | 3–2 | Preliminariile Campionatului European de Fotbal 2004   |
| 6.                            | 20 august 2003    | Stadionul Ankara 19 Mayıs, Ankara, Turcia         | Republica Moldova     | 1–0 | 2–0 | Meci amical                                            |
| 7.                            | 24 mai 2004       | Telstra Dome, Melbourne, Australia                | Australia             | 0–1 | 0–1 | Meci amical                                            |
| 8.                            | 9 octombrie 2004  | Stadionul Șükrü Saracoğlu, Istanbul, Turcia       | Kazahstan             | 2–0 | 4–0 | Calificările pentru Campionatul Mondial de Fotbal 2006 |
| 9.                            | 13 octombrie 2004 | Parken Stadium, Copenhaga, Danemarca              | Danemarca             | 1–1 | 1–1 | Calificările pentru Campionatul Mondial de Fotbal 2006 |
| 10.                           | 26 mai 2006       | Ruhrstadion, Bochum, Germania                     | Ghana                 | 1–0 | 1–1 | Meci amical                                            |
| 11.                           | 2 iunie 2006      | Trendwork Arena, Sittard, Olanda                  | Angola                | 2–1 | 3–2 | Meci amical                                            |
| 12.                           | 6 septembrie 2006 | Commerzbank-Arena, Frankfurt, Germania            | Malta                 | 1–0 | 2–0 | Preliminariile Campionatului European de Fotbal 2008   |
| 13.                           | 17 noiembrie 2007 | Ullevaal Stadion, Oslo, Norvegia                  | Norvegia              | 1–2 | 1–2 | Preliminariile Campionatului European de Fotbal 2008   |
| 14.                           | 21 noiembrie 2007 | Ali Sami Yen Stadium, Istanbul, Turcia            | Bosnia și Herțegovina | 1–0 | 1–0 | Preliminariile Campionatului European de Fotbal 2008   |
| 15.                           | 25 mai 2008       | Ruhrstadion, Bochum, Germania                     | Uruguay               | 2–1 | 2–3 | Meci amical                                            |
| 16.                           | 15 iunie 2008     | Stade de Genève, Geneva, Elveția                  | Cehia                 | 2–2 | 3–2 | Euro 2008                                              |
| 17.                           | 15 iunie 2008     | Stade de Genève, Geneva, Elveția                  | Cehia                 | 3–2 | 3–2 | Euro 2008                                              |
| 18.                           | 22 mai 2010       | Red Bull Arena, New Jersey, Statele Unite         | Cehia                 | 2–0 | 2–1 | Meci amical                                            |
| 19.                           | 3 septembrie 2010 | Astana Arena, Astana, Kazahstan                   | Kazakhstan            | 0–3 | 0–3 | Preliminariile Campionatului European de Fotbal 2012   |
| Actualizat în septembrie 2010 |                   |                                                   |                       |     |     |                                                        |